# Treehouse of Horror V
«Treehouse of Horror V» («La casa-árbol del terror V» en España y «La casita del horror V» en Hispanoamérica) es el sexto episodio de la sexta temporada de la serie de televisión de dibujos animados Los Simpson, originalmente emitido el 30 de octubre de 1994 en Estados Unidos, un día antes de Halloween. Fue escrito por Greg Daniels, Dan McGrath, David X. Cohen y Bob Kushell y dirigido por Jim Reardon. Es un episodio especial de Halloween.
David Mirkin deliberadamente introdujo más violencia gráfica en este episodio debido a las demandas sobre la violencia de la serie. Este episodio presenta a James Earl Jones como la voz de Maggie del universo alterno y también muestra una broma recurrente utilizada en todas las historias donde el Jardinero Willie es apuñalado mortalmente con un hacha en la espalda. Generalmente es considerado uno de los mejores especiales de Halloween y episodios de la sexta temporada.

## Sinopsis

### Secuencia de presentación
Marge advierte que el episodio es aterrador y que los niños no deberían verlo. Durante la advertencia, es informada que es tan aterrador que el Congreso no permitiría su emisión. Bart interrumpe con una transmisión de radio y muestra el episodio.

### The Shining (El resplandor (LAT) / El Resplandior (ESP))
En una parodia de El Resplandor, los Simpson van al hotel del Sr. Burns en las montañas para convertirse en sus cuidadores durante el invierno. Burns ordena a Smithers cortar el cable y sacar la cerveza para asegurar trabajo duro por parte de la familia. Mientras tanto, Willie descubre que Bart tiene el poder de leer los pensamientos y le advierte que si Homer enloquece, debería utilizarlo para llamarle. La ausencia de dos de sus cosas favoritas enloquece a Homer y Moe, quien se le aparece como un fantasma, le dice que debe matar a su familia para tener una cerveza. Marge encuentra que Homer ha escrito en los muros repetidamente la frase que dice "Sin televisión y sin cerveza, Homer pierde la cabeza", y confronta a Homer (quien se volvió completamente loco como un psicópata) con un bate de béisbol, pero Homer, viendo su reflejo de psicópata en un espejo, se tropieza y se noquea así mismo. Marge lo encierra en la bodega hasta que se calme mientras recoge condimentos para la cena. Luego, Homer se ha calmado y come tranquilo, pero Moe le recuerda sobre su trato. Cuando se niega a cooperar por estar comiendo, Moe viene con una pandilla de monstruos y se llevan a Homer a la fuerza. Mientras Marge y los niños cenan, Homer reaparece y empieza a perseguir a la familia con un hacha. Bart utiliza sus poderes para llamar a Willie, quien corre para al rescate, botando su televisor portátil en la nieve. Cuando Willie entra al hotel, Homer lo mata apuñalándolo con el hacha y persigue a su familia afuera, pero justo cuando está a punto de matarlos, Lisa le muestra el televisor portátil. La locura de Homer desaparece y la familia se congela en la nieve mientras ven televisión. Con la familia incapaz de cambiar de canal cuando los Premios Tony inician, la locura de Homer vuelve a incrementar.

### Time and Punishment (Castigo y tiempo (LAT) / Tiempo y castigo (ESP))

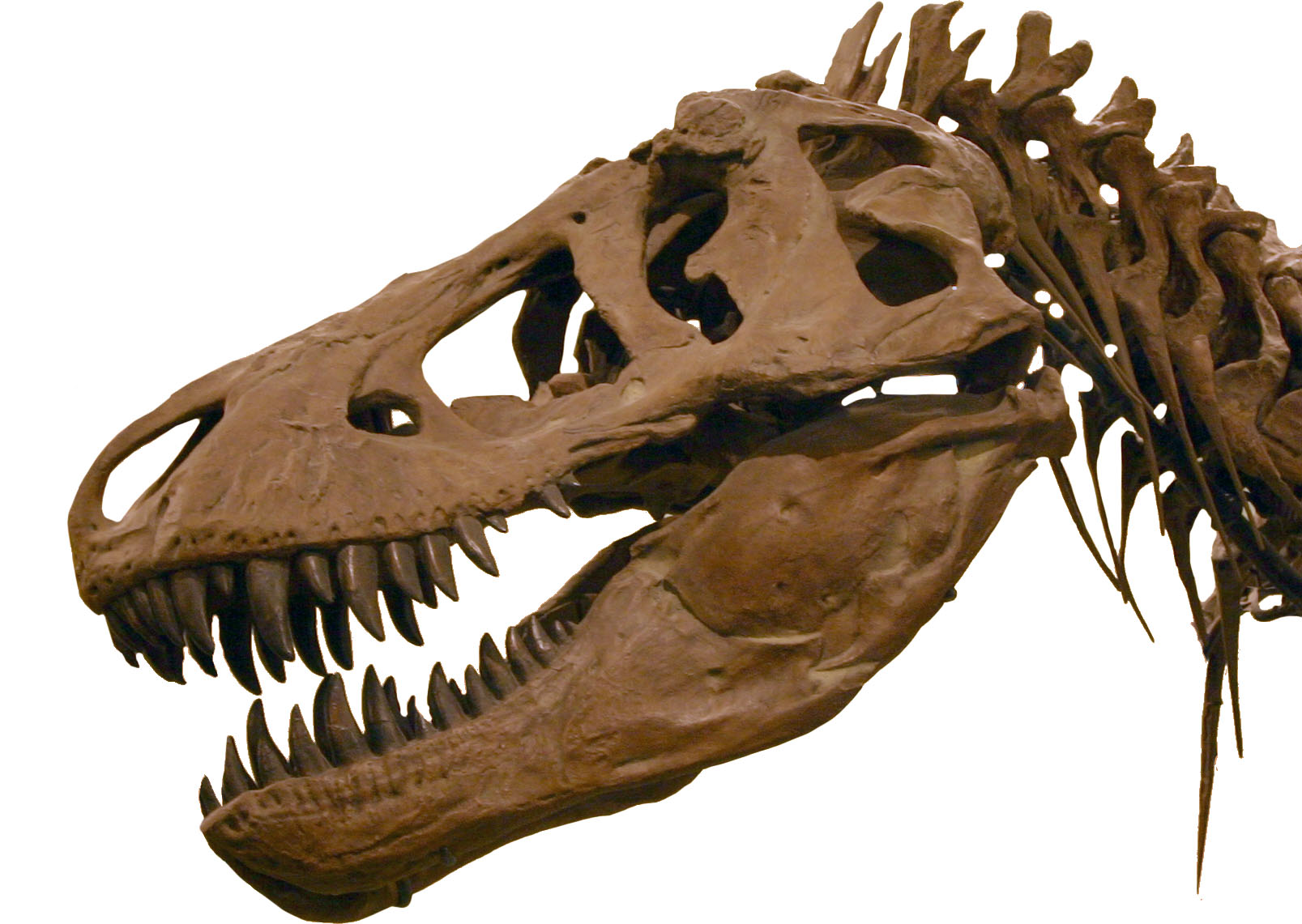
Cráneo de Tyrannosaurus, como los que Homer se encuentra en su viaje.

El título hace referencia a la novela Crimen y castigo («Crime and Punishment»), de Fiódor Dostoievski. Es una parodia que combina elementos de la novela política de ficción distópica 1984 (Nineteen Eighty-Four), de George Orwell y del cuento de ciencia ficción «El ruido de un trueno» («A Sound of Thunder») de Ray Bradbury. Homer accidentalmente rompe la tostadora eléctrica y al intentar arreglarla utilizando varias cosas químicas, accidentalmente crea una máquina del tiempo. Se transporta a prehistóricos tiempos donde se da cuenta de que hay que tener cuidado porque si afecta algún cambio en el pasado, podría cambiar el futuro. Después de matar un mosquito, regresa al presente y se da cuenta de que Ned Flanders es ahora el dictador del mundo y acaba de someter a su familia a una lobotomía. Para remediar las cosas Homer viaja en el tiempo de nuevo. Sin embargo, aplasta accidentalmente a un pescado, y después de regresar al presente se encuentra con que Bart y Lisa son gigantes, evitando por poco de ser aplastado por ellos. Regresa nuevamente en el tiempo, accidentalmente estornuda e infecta a los dinosaurios con un virus del resfriado matándolos y causando así su extinción. Cuando vuelve al presente, Homer está inicialmente satisfecho con los resultados obtenidos; entre otras ventajas, la familia es ahora extremadamente rica, los hijos son educados y Patty y Selma están muertas, pero está aterrorizado al ver que aparentemente las rosquillas no existen en esta línea de tiempo y huye, segundos antes de que rosquillas empiezan a llover del cielo. En otro mundo, Willie intenta ayudar a Homer, pero Maggie lo apuñaló en la espalda con un hacha, diciéndole a Homer que "El universo es muy confuso realmente". Cuando Homer regresa a los tiempos prehistóricos de nuevo, aplasta furiosamente todo a la vista con un bate de béisbol. Mientras hace eso los extraterrestres Kang y Kodos se burlan desde su platillo, pero ellos se convierten en los primeros viajeros del tiempo. Después de varios viajes más atrás y adelante en el tiempo, Homer llega finalmente en una realidad que parece normal; se encuentra con que los seres humanos tienen lenguas de lagartos, pero decide dejarlo así, diciendo "Bueno, casi...".

### Nightmare Cafeteria (La cafetería de las pesadillas)
En una parodia de Soylent Green, el director Skinner está preocupado de que la sala de detención está llena hasta el hacinamiento y, debido al reciente recorte presupuestario, la señora del almuerzo Doris se ve obligada a servir carne "Grado F" en el comedor. Skinner descubre una solución común después del sabor que ve en Jimbo: comer a los niños que se portan mal. El primer estudiante para ser comido es el mismo Jimbo Jones, quien se desempeñó como "Jimbos Sloppy". Luego Skinner mata a Uter y se hace luego de él una comida alemana llamada "Blan Uter". Bart y Lisa averiguan lo que los maestros están haciendo: uno por uno los niños son "enviados a prisión" donde son enjaulados y masacrados. Bart y Lisa tratan de conseguir ayuda de Marge, pero en cambio les dice que tienen que valerse por sí mismos, mirarlos a los ojos y decirles "no me coman". Finalmente Bart, Lisa y Milhouse se encuentran entre los únicos estudiantes aun con vida y deciden escapar. Skinner y los otros profesores los acorralan quedando al borde de caer en una licuadora gigante. Willie trata de ayudar a los estudiantes a escapar, pero lo matan otra vez con un hacha en la espalda, esta vez por Skinner, y comenta "och, soy malo en esto!" mientras muere. Milhouse, Bart, Lisa se encuentran sin salida cuando Milhouse cae en la licuadora y luego caen Bart y Lisa.
Bart se despierta de la pesadilla y se encuentra a su familia al lado de su cama. Marge le asegura que no tiene nada que temer, a excepción de la niebla verde que convierte a las personas de adentro hacia afuera. Apenas después de que Marge dice esto, dicha niebla verde misteriosa se filtra a través de la ventana atacando a los Simpson, que se voltean al revés al salírseles la piel. Sin embargo, son capaces de realizar un número musical con Willie el jardinero durante los créditos finales (aunque Bart es mordido y arrastrado por el Ayudante de Santa casi al final del baile).

## Producción

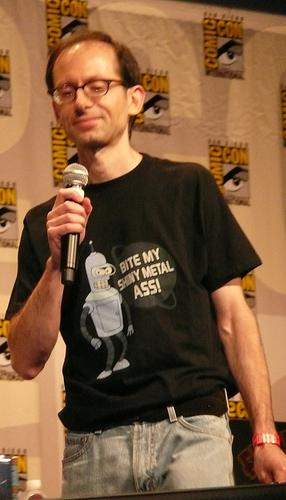
David X. Cohen, guionista del tercer episodio, Nightmare Cafeteria.

La secuencia de presentación en donde Marge establece que el episodio no puede ser emitido y reproduce una grabación en imagen real, derivó del enfado de David Mirkin con el Congreso de los Estados Unidos quejándose sobre la cantidad de violencia presentada en el show y sus intentos de censurarla. Debido a esto, Mirkin intentó colocar "más sangre y tripas" en el episodio, llamándole "el más [...] perturbador especial de Halloween jamás hecho" y también creía que "los especiales de Halloween deben ser tan aterradores como divertidos".
La lápida de la secuencia inicial con la frase «Amusing Tombstones» («Lápidas divertidas») fue incluida porque los guionistas se habían cansado de pensar ideas para lápidas graciosas que fueron vistas en los primeros cuatro episodios de Treehouse of Horror y no han sido utilizadas desde entonces. El equipo también eliminó los segmentos de intermedios que estuvieron durante los especiales anteriores para ganar más tiempo para las historias.
La primera historia, El Resplandor, estuvo inspirado en el interés de Mirkin en realizar una parodia de la película El resplandor, debido a que Stanley Kubrick había sido una gran inspiración suya y "una de las principales razones por las que [él] quiso ser director" y se le fue informado adicionalmente que Kubrick era un gran fanático de Los Simpson. Matt Groening admitió que no había visto la película para cuando el episodio fue escrito y que como consecuencia, estaba perdido en las referencias de la historia. La escena en la que Marge encuentra el mensaje de Homer escrito en la pared fue escrito como un giro de la película original donde el mensaje es escrito en una máquina de escribir y que Mirkin sentía como el momento más espeluznante de la película. La escena en la que Homer se vuelve loco fue escrita por David Silverman. Cuando Homer persigue a su familia fuera de la casa, los animadores usaron la misma toma que usaron en la película cuando el protagonista, Jack Torrance, está persiguiendo a su hijo Danny. En un fragmento de esta historia mientras Bart va por un pasillo con su monopatín se ve a Sherri y Terri diciéndole que Homer los va a matar.
Matt Groening lanzó originalmente la idea del viaje en el tiempo de Homer en Time and Punishment porque se le quedaba la mano atascada en la tostadora pero los guionistas desecharon esta idea. Las escenas en las que Homer está en el pasado fueron escritas de modo que él estuviera allí solo el tiempo que tarda un trozo de pan en tostarse. Cuando Homer hace su primer viaje a través del tiempo, él al principio declaró «soy el primer personaje no ficticio en viajar atrás en el tiempo». Groening estaba confuso sobre porqué la frase fue cambiada por «no brasileño» porque a él le gustaba más la original y no entendía el significado de esta nueva frase. Peabody y Sherman fueron incluidos debido a que el programa Rocky and His Friends era la mayor influencia en los Simpson. La escena en la que la casa de la familia era originalmente un poco más larga y el guion gráfico de la escena donde hablan en una pantalla gigante eran «de la longitud de Guerra y paz». La escena en la que la casa de los Simpson cambia en diferentes cosas, uno de los diseños originales era una casa hecha completamente de ardillas. El maquetador que lo diseñó trabajó sobre los dibujos durante más de dos días, pero al final esta escena fue cortada. El personal de la serie desde entonces ha usado los dibujos como tarjeta navideña y otros avisos relacionados con el estudio. Otro corte sobre un futuro alternativo fue que los Simpson tendrían un segundo hijo adolescente llamado Roy. Esta idea fue sugerida al principio por «alguien de fuera de la serie». La broma fue reutilizada en el episodio The Itchy & Scratchy & Poochie Show, aunque el fuera un huésped más que un hijo.
La carne de grado F en Nightmare Cafeteria es una broma inspirada por los primos de Mirkin que una vez vieron una bolsa de perritos calientes etiquetada como "grado C, apta para el consumo humano". Esta historia fue la primera escrita por David X. Cohen. Dos escenas fueron suprimidas en esta historia: en la que Sherri y Terri eran cocinadas como un filete Teriyaki con salsa de jerez (sherry en inglés); y al principio, Lisa y Bart van a quejarse a ambos padres en lugar de a Marge solo, después de contarles lo que pasa, Homer continúa con un largo discurso sobre cómo él ha hecho recetas para cocinar a Milhouse. Como consecuencia esta escena fue cortada, Homer no aparece en toda la tercera historia, algo sin precedentes para Cohen. El título del libro destacado en esta escena "El placer de cocinar a Milhouse" fue usado en una escena de la escuela en que la señorita Krabappel está leyendo en lugar del largo discurso de Homer.
La escena final en la que una neblina vuelve a la familia del revés y les quita la piel, fue inspirada en un thriller del programa radiofónico Lights Out llamado The Dark, el cual atemorizaba a Cohen cuando era niño. El número de baile fue añadido porque Cohen sentía que sería demasiado gore. Tres animadores trabajaron durante dos semanas para animar la escena en su totalidad y no estaban contentos cuando les encargaron su escritura.